# Mohammed Al-Siyabi
Mohammed Al-Siyabi (en árabe: محمد بن علي السيابي‎; Barka, Omán; 21 de diciembre de 1988) es un futbolista de Omán que juega en las posiciones de centrocampista y extremo con el Oman Club de la Liga Profesional de Omán.

## Carrera

### Club
| Periodo   | Club          |
| --------- | ------------- |
| 2009-2015 | Al-Shabab SC  |
| 2015-2017 | Al-Nahda Club |
| 2017-2019 | Al-Shabab SC  |
| 2019-2021 | Sohar SC      |
| 2021-     | Oman Club     |

### Selección nacional
Jugó para Omán en 26 ocasiones de 2012 a 2015 y anotó tres goles; participó en el Campeonato de la WAFF 2012, la clasificación de AFC para la Copa Mundial de Fútbol de 2014 y la Copa Asiática 2015.

## Logros
- Copa de la Liga de Omán (2): 2016-17, 2017-18

## Estadísticas

### Goles con la selección nacional
| # | Fecha      | Sede                                                           | Rival      | Marcador | Resultado | Torneo                     |
| - | ---------- | -------------------------------------------------------------- | ---------- | -------- | --------- | -------------------------- |
| 1 | 14-12-2012 | Ali Sabah Al-Salem Stadium, Al Farwaniyah, Kuwait City, Kuwait | Palestina  | 1–0      | 2–1       | Campeonato de la WAFF 2012 |
| 2 | 10-10-2014 | Sohar Regional Sports Complex, Sohar, Omán                     | Costa Rica | 2–4      | 3–4       | Amistoso                   |
| 3 | 3-1-2015   | Campbelltown Stadium, New South Wales, Australia               | China      | 1–0      | 1–4       | Amistoso                   |